# 淡路市立一宮小学校
淡路市立一宮小学校（あわじしりついちのみやしょうがっこう）は兵庫県淡路市北山にある日本の公立学校である。

## 概要
淡路市南西部に位置し、旧一宮町市街地に位置する。それぞれの学校の統廃合をえて成立した淡路市立尾崎小学校、淡路市立郡家小学校、淡路市立山田小学校のそれぞれの生徒数減少に伴い３校が統合し、淡路市立一宮小学校が開校した、新たに淡路市立一宮小学校が開校した。

## 歴史
- 1873年 (明治6年) - 尾崎校・山田校創立。
- 1874年 (明治7年) - 遠田校・郡里校・桃江校創立。
- 1875年 (明治8年) - 日下校創立。
- 2014年 (平成26年) - 淡路市立尾崎小学校、淡路市立郡家小学校、淡路市立山田小学校の3校が統合し、淡路市立一宮小学校創立。
- 2017年4月1日 (平成29年) - 淡路市立江井小学校と統合し、新しく淡路市立一宮小学校となる。

## 通学区域
- 尾崎、新村、遠田、郡家、北山、江井、入野、山田、高山、草香北、草香、南、深草、明神[3]

## 通学先中学校
- 淡路市立一宮中学校

## アクセス
- 神戸淡路鳴門自動車道　津名一宮ICから車で7分
- 郡家バス停(あわ神あわ姫バス・高速バス・神姫バス)から徒歩9分

## 通学区域が隣接している学校
- 淡路市立北淡小学校
- 淡路市立津名東小学校
- 淡路市立中田小学校
- 淡路市立多賀小学校
- 淡路市立大町小学校
- 洲本市立都志小学校
- 洲本市立鮎原小学校